# 100 Days (película de 2001)
100 Days es una película del género dramático filmada en 2001, dirigida por Nick Hughes, producida por Hughes y Eric Kabera. La película es una dramatización de los eventos que pasaron durante el genocidio de Ruanda en 1994. El título de esta película es una referencia directa al tiempo que transcurrió desde el inicio del genocidio el 6 de abril hasta su finalización a mediados de julio de 1994.
Está película fue el primer film que se realizó acerca del genocidio de 1994 y está centrada en la vida de una joven refugiada llamada Tutsi y sus intentos por buscar seguridad mientras el genocidio trascurre. Fue filmada en lugares donde realmente sucedió el genocidio de Ruanda.